# Christophe Grandjean
Pas d'image ? Cliquez ici

a Compétitions nationales et continentales officielles uniquement.

b Matchs officiels uniquement.
Christophe Grandjean, né le 28 mai 1970, est un joueur de rugby à XIII dans les années 1990 et 2000. Il occupe le poste de deuxième ligne.
Il joue pour Lézignan où il est titulaire régulier durant plus d'une décennie et dispute notamment la finale de la Coupe de France en 1999 aux côtés de Laurent Ferrères, Thierry Valéro et Georges Grandjean.
Fort de ses performances en club, il est sélectionné à deux reprises entre 1992 et 1994 en équipe de France.

## Palmarès
- Collectif :
  - Finaliste de la Coupe de France : 1999 (Lézignan).

### Détails en sélection
| 1. | 13 décembre 1992 | Pays de Galles | 18-19 | Test-match | Remplaçant     | - | - | - | - |
| 2. | 9 juillet 1994   | Fidji          | 12-20 | Tournée    | Deuxième ligne | 4 | 1 | - | - |